# روبرت وارد (ملحن)
روبرت وارد (بالإنجليزية: Robert Ward)‏ هو عالم موسيقى وملحن أمريكي، ولد في 13 سبتمبر 1917 في كليفلاند في الولايات المتحدة، وتوفي في 3 أبريل 2013 في درم في الولايات المتحدة.

## وصلات خارجية
- الموقع الرسمي
- روبرت وارد على موقع ميوزك برينز (الإنجليزية)
- روبرت وارد على موقع أول ميوزيك (الإنجليزية)
- روبرت وارد على موقع ديسكوغز (الإنجليزية)